# José de Creeft
José de Creeft est un sculpteur espagnol né à Guadalajara en Espagne en 1884 et mort en 1982 à New York.

## Biographie
José de Creeft, émigré en France en 1905 a étudié la sculpture à l'Académie Julian, il travaille l'argile puis la pierre. 
L'historienne Amanda Herold-Marme mentionne sa collaboration avec le peintre Tito Livio de Madrazo pour la fondation en 1925 à Montparnasse de l'Association des artistes et intellectuels espagnols en France, « leur objectif étant de promouvoir l'art ibérique dans la capitale et d'aider leurs compatriotes à se faire connaître sur le marché de l'art ». Il prend part en 1928 au Salon des indépendants puis, en 1929, il émigre aux États-Unis et obtient la nationalité américaine en 1940.
En 1960, une rétrospective au Whitney Museum of American Art lui est dédié, ainsi qu'une exposition à la National Gallery of Art en 1983.

## Œuvres

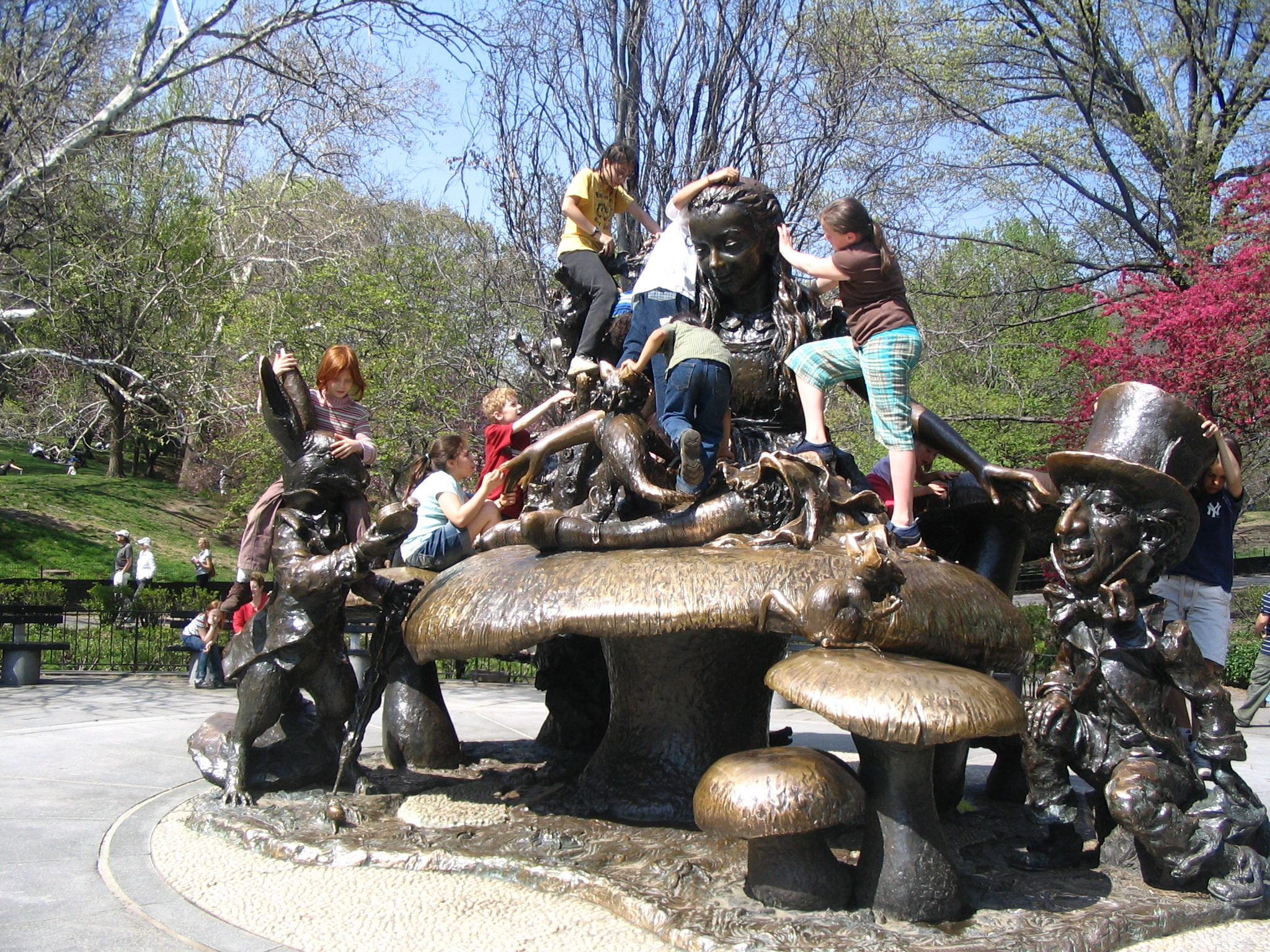
Alice au pays des merveilles

L’œuvre la plus célèbre de José de Creeft est la statue d'Alice au pays des merveilles à Central Park, datant de 1959.
La statue d'Alice au pays des merveilles à Central Park est un lieu privilégié pour les  enfants.